# Hillebrandia sandwicensis
Genre
Espèce
Classification phylogénétique
Hillebrandia sandwicensis est une espèce de plantes de la famille des Bégoniacées. C'est le seul représentant de cette famille qui ne soit pas un bégonia et l'unique espèce du genre Hillebrandia. Cette plante est originaire de l'archipel d'Hawaï, autrefois appelé « îles Sandwich », ce qui explique le nom donné à l'espèce. C'est une relique de l'évolution, présente sur les îles de Kauai, Maui et Molokai, mais qui est éteinte sur l'île de Oahu.
L'espèce et le genre ont été décrits en 1866 par le botaniste britannique Daniel Oliver (1830-1916). Le nom générique est un hommage au Dr. Wilhelm Hillebrand, spécialiste de la flore hawaïenne.

## Description

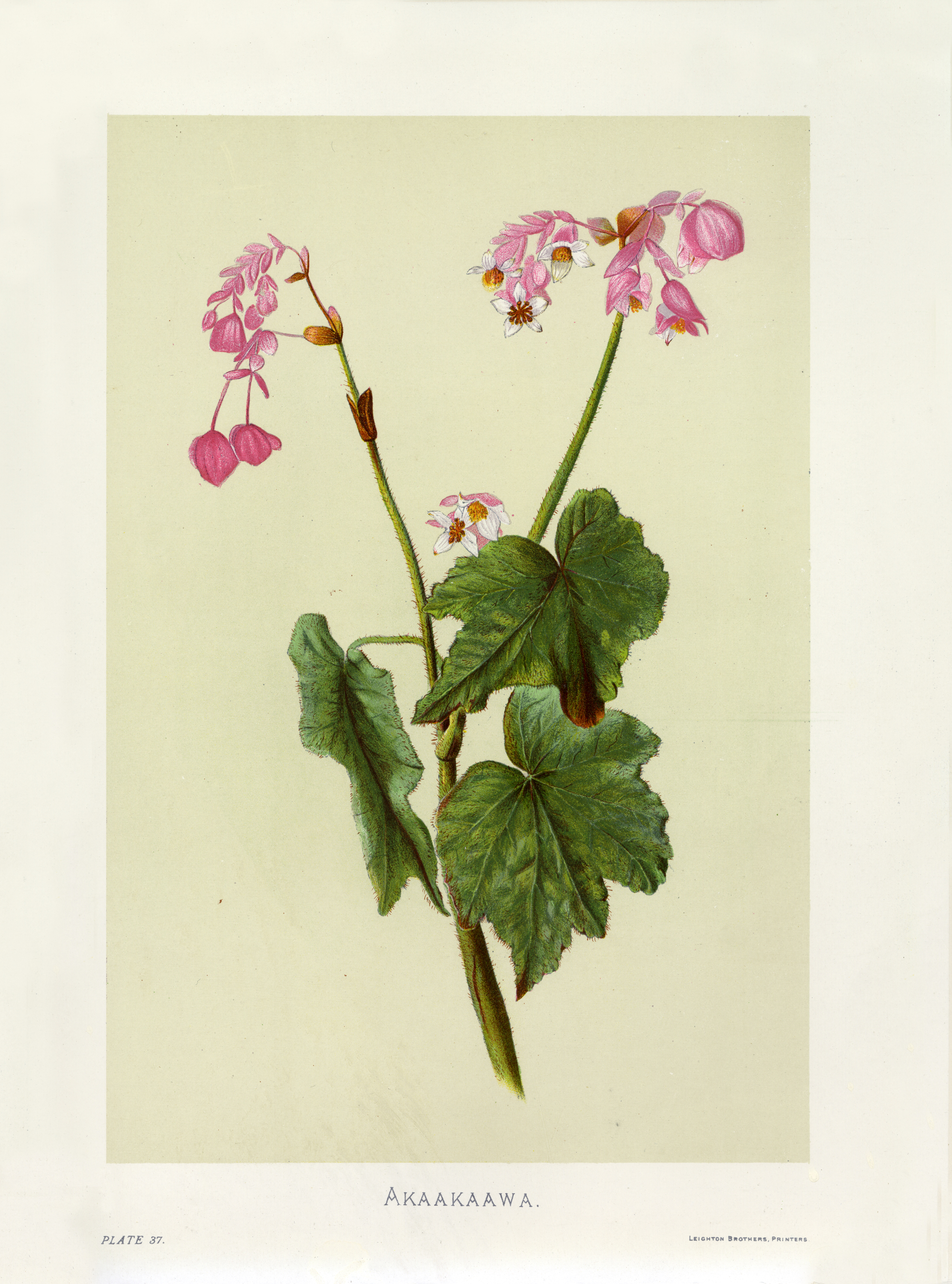
Planche botanique de 1885
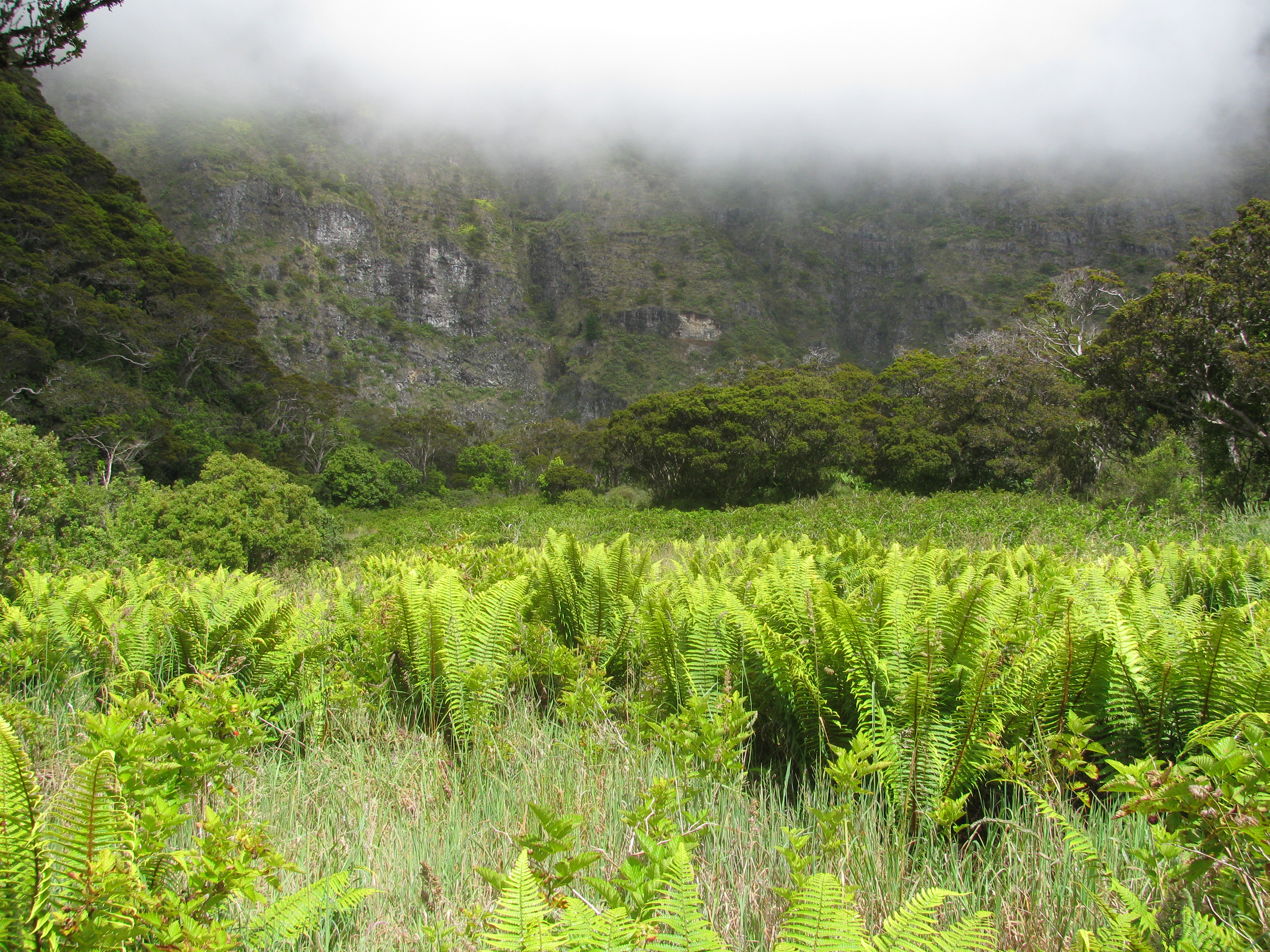
Habitat
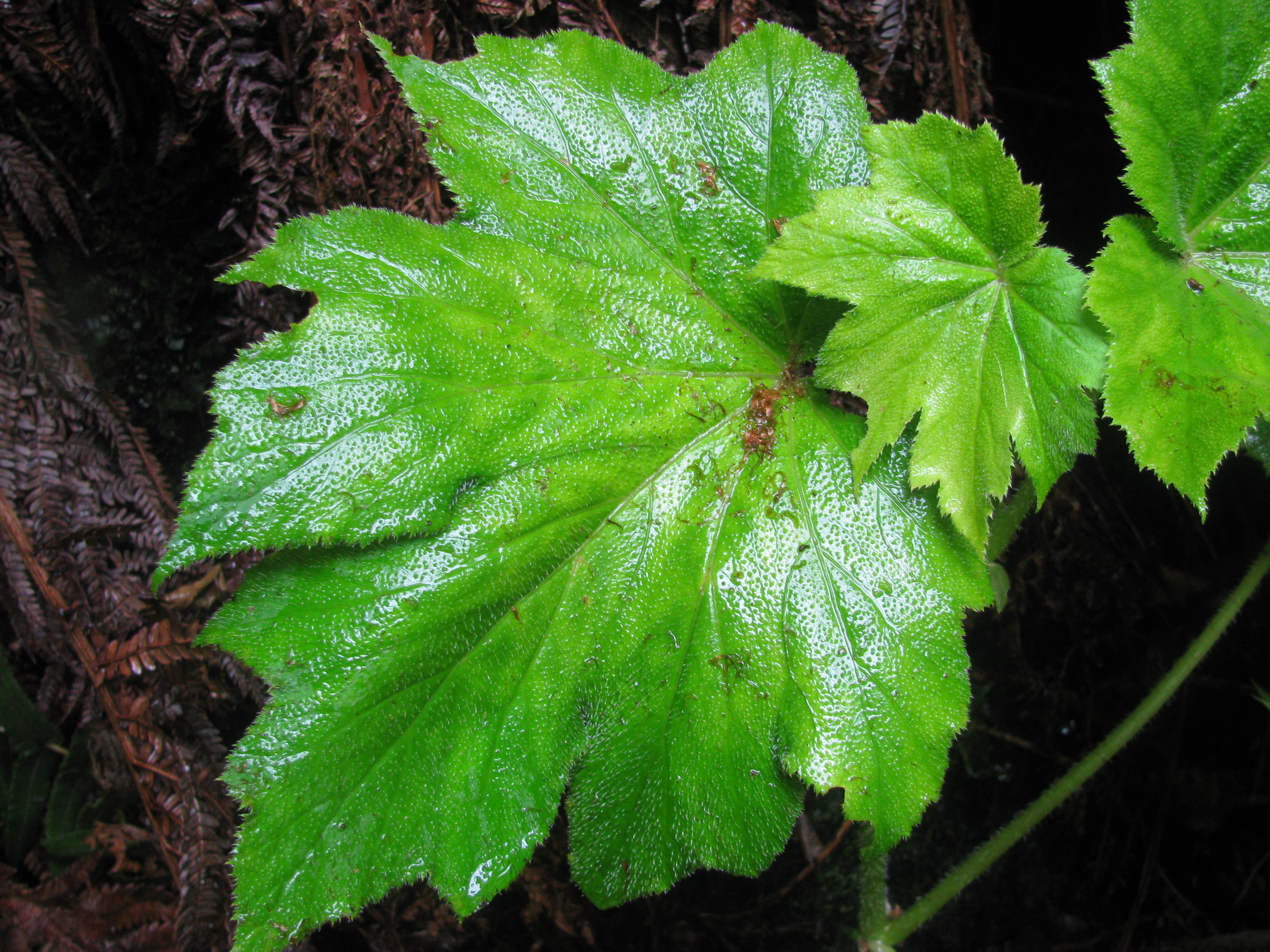
Feuilles
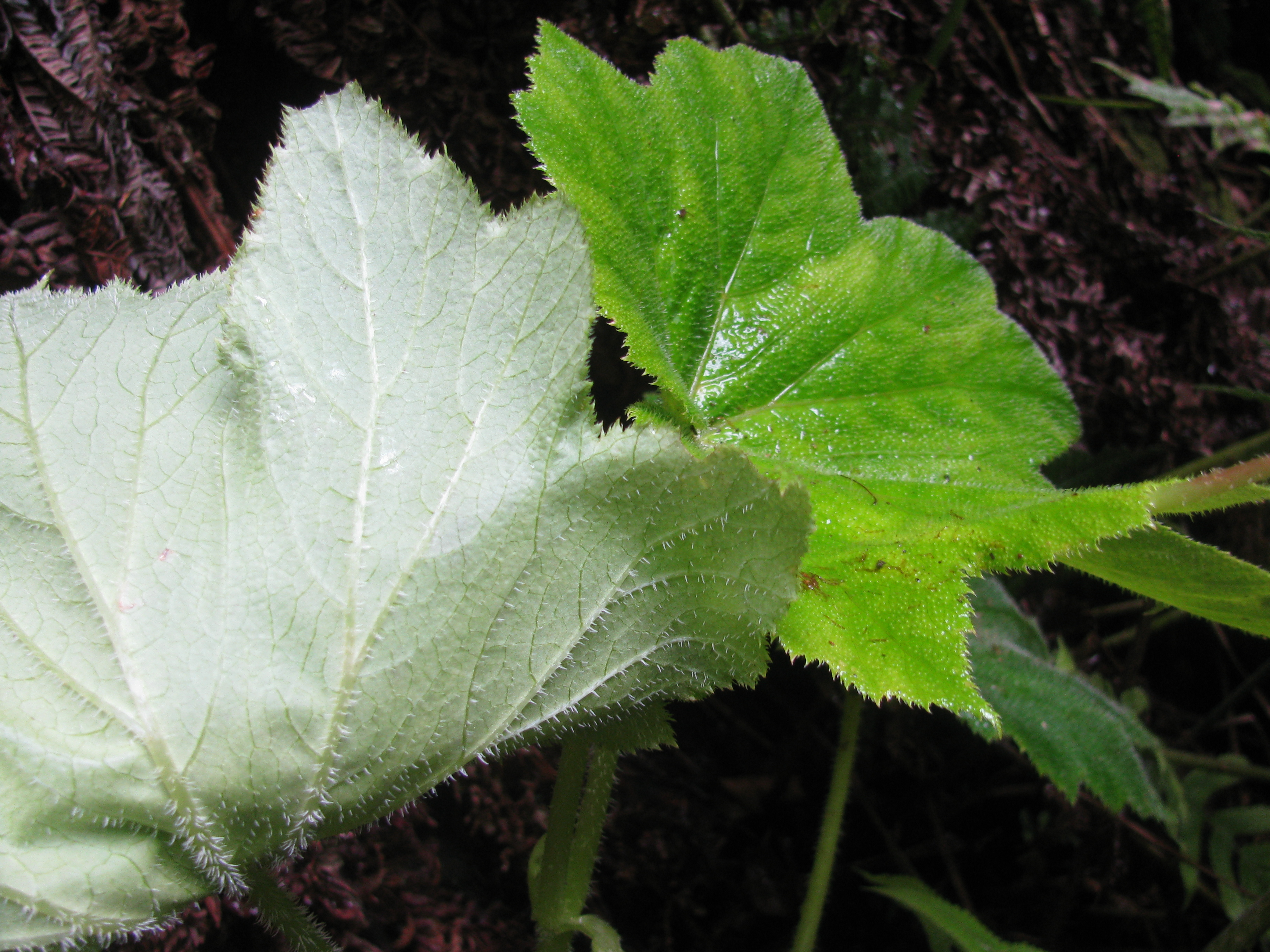
Revers de la feuille
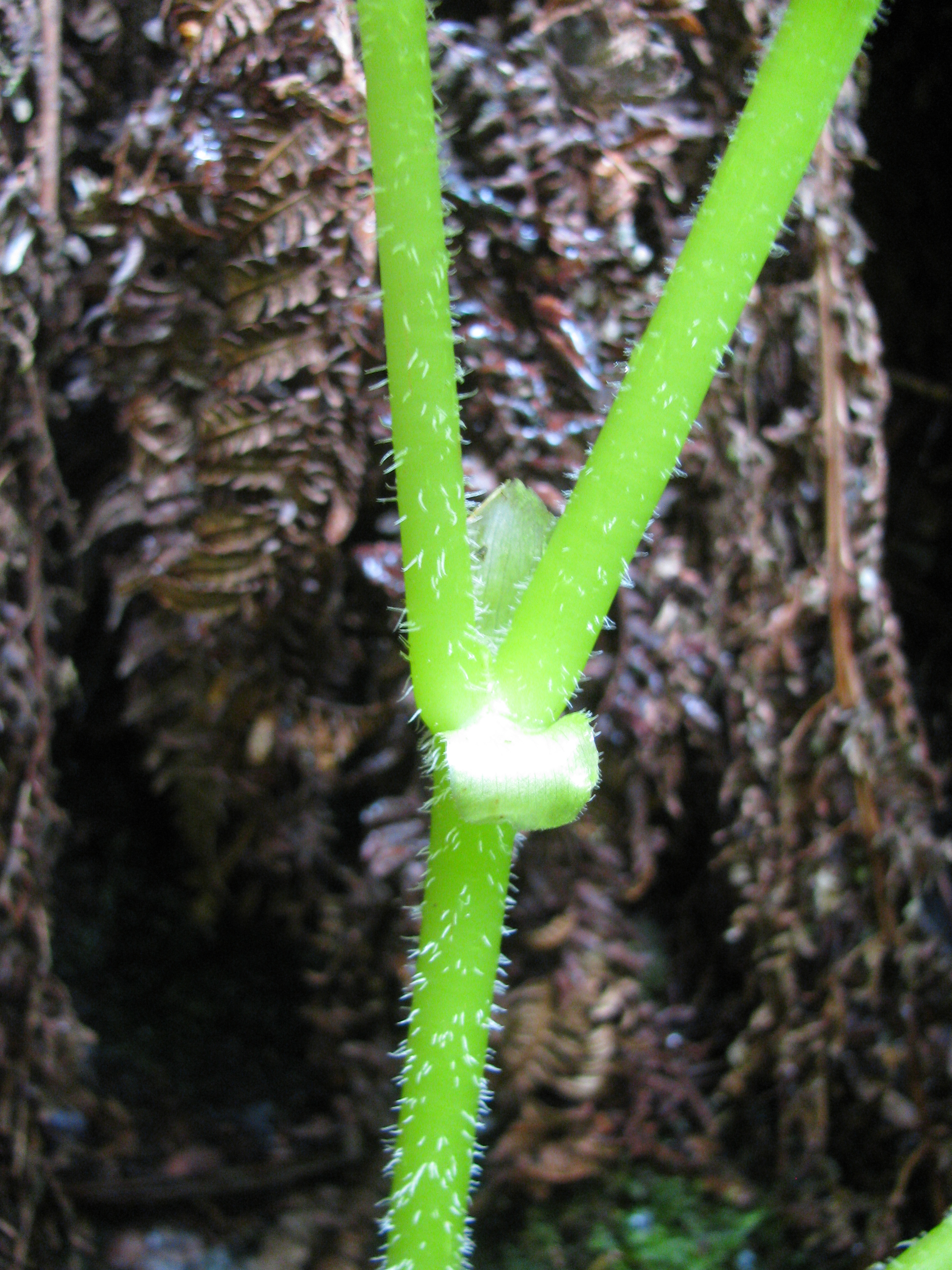
Détail de la tige
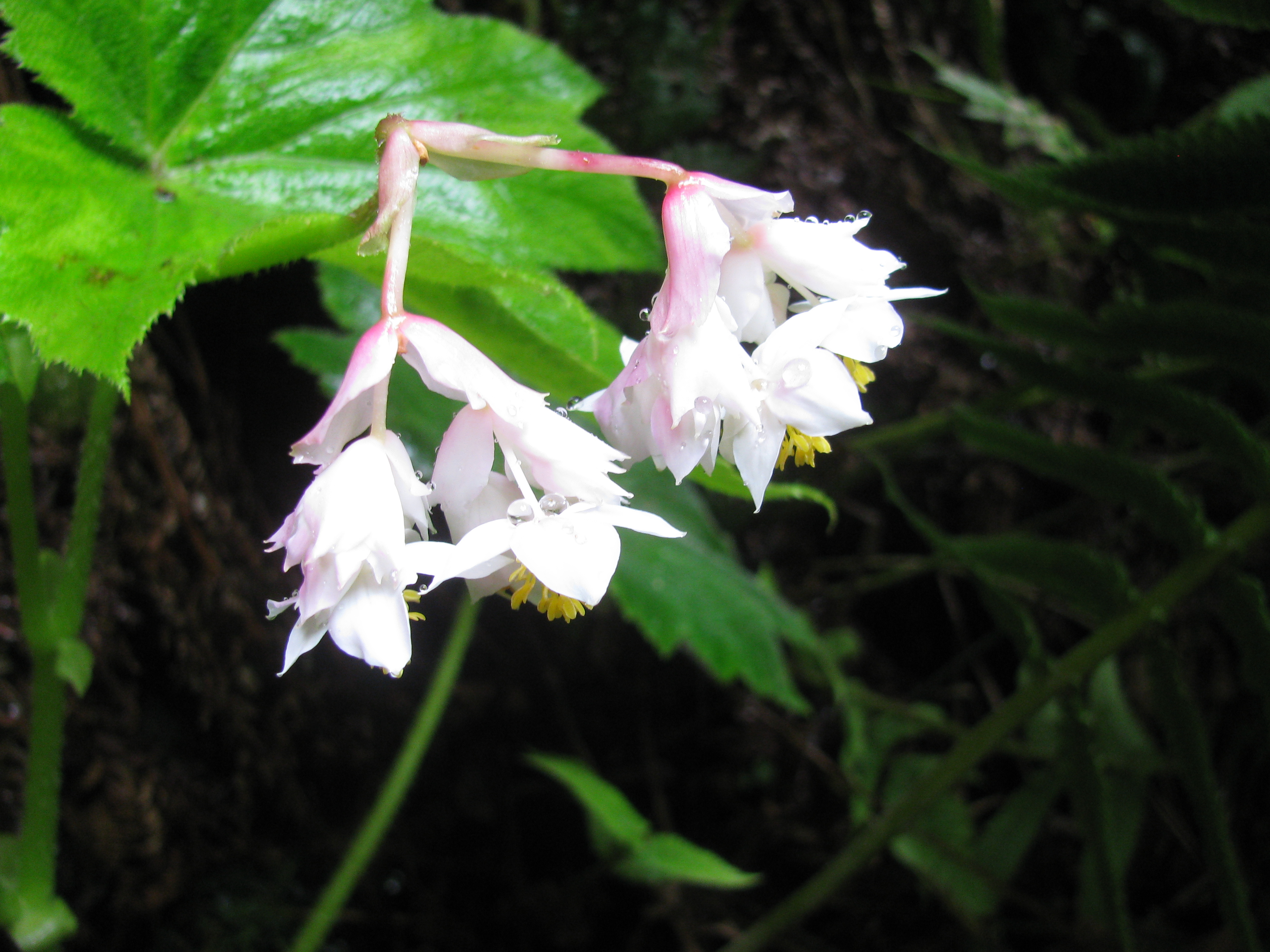
Inflorescence
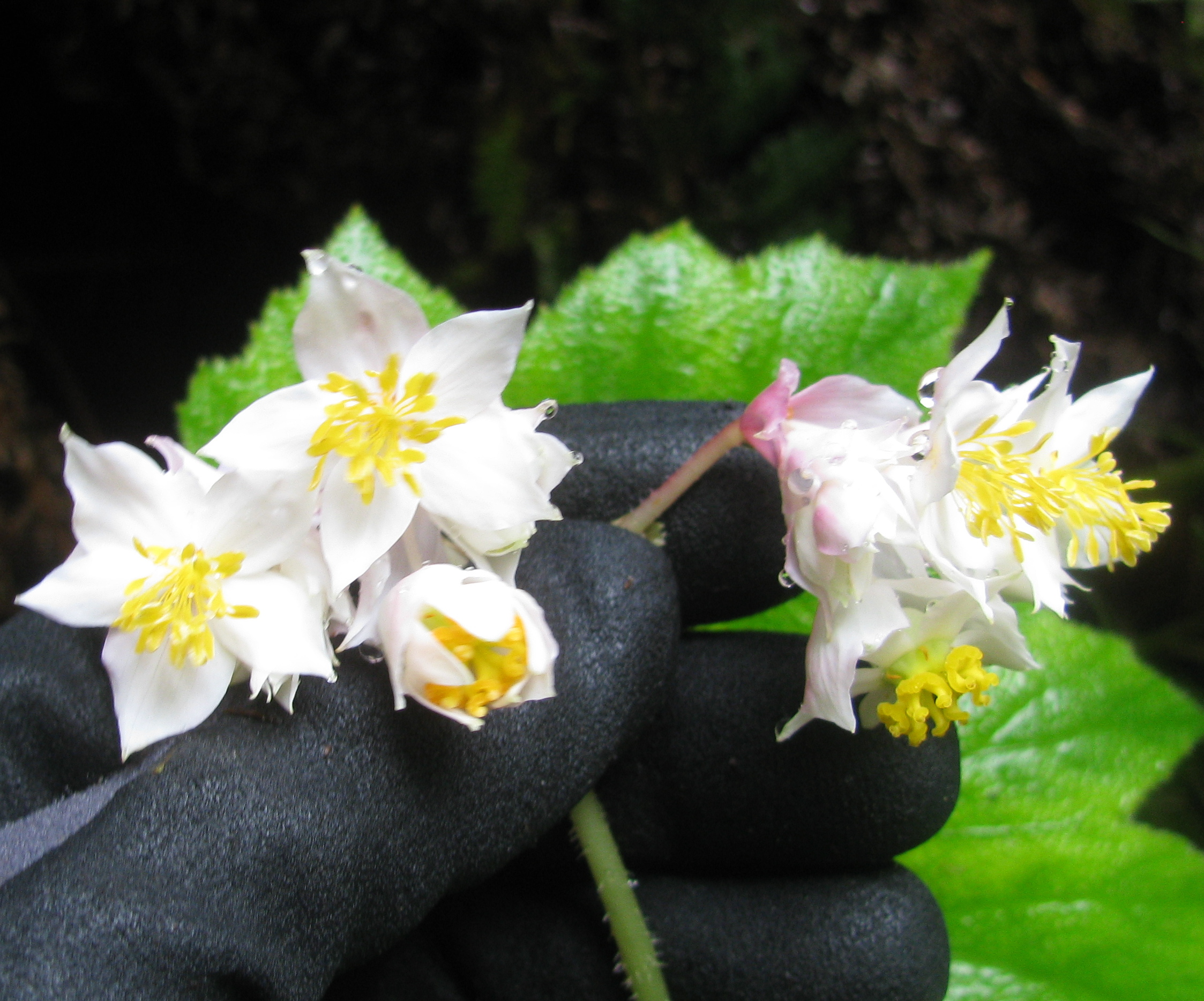
Fleurs mâles et femelles (en bas)

Hillebrandia sandwicensis ressemble beaucoup aux bégonias, mais s'en distingue par ses sépales et pétales plus différenciés et plus nombreux, ses ovaires semi-infères et incomplètement fermés alors qu'ils sont infères et complètement fermés chez les bégonias, ses fruits qui sont déhiscents entre les styles et par le motif d'ornementation de son pollen.
La plante fleurit de février à juin. Après avoir produit des fruits, les parties aériennes meurent et les rhizomes entrent en dormance de la fin de l'été jusqu'en janvier.